# Pabstia modestior
Pabstia modestior är en orkidéart som först beskrevs av Heinrich Gustav Reichenbach, och fick sitt nu gällande namn av Leslie Andrew Garay. Pabstia modestior ingår i släktet Pabstia och familjen orkidéer. Inga underarter finns listade i Catalogue of Life.